# Узбой (річка)
Узбой — пересохле річище від південного кінця Сарикамиської котловини до Каспійського моря. Колись Сарикамиське озеро з якого витікав Узбой наповнювалося водою одного з рукавів Амудар'ї. Попри те, що річка не має скільки-небудь постійного стоку вже не менше 2 тисяч років річище досі зберегло вигляд класичної річкової долини з берегами. Потужні річкові наноси та глибоко прорізане річище вказують на те, що свого часу Узбой був значною річкою з постійним водним режимом. Оскільки глибоке річище діє як дренаж для ґрунтових вод в ньому в багатьох місцях існують солоні чи, рідше, прісні озера. За гідрологічними розвідками постійного стоку Узбой не має вже не менше 2-3 тисяч років, однак відомо що в античні часи він ще був або ж постійним або ж, принаймні, регулярним. Час від часу завдяки повеням Амудар'ї, які заповнювали Сарикамиську котловину, частина води зливалася через Узбой і в пізніші часи.

## Гідрографія
Древня долина з ланцюгом солончакових западин і озер в пустелях північно-західної Туркменістану. Протягується від Сарикамиської улоговини до Каспійського моря, обмежуючи із північного заходу піщану пустелю Каракуми. Витоки Узбоя знаходились за 13 км на північ від височини Північний Кугунек. Ділянка між Саракамишем і урочищем Куртиш-Баба має назву Верхньо-Узбойського коридору. За плато Челюнг-Кри Узбой перетинає западину, зайняту Кемальським солончаком, потім — піщаний масив Чиль-Мамед-Кум. Лівобережжя Узбою від південного краю Верхньо-Узбойського коридору (урочище Куртиш-Баба) до Малого Балхану утворено єдиною геоморфологічною областю, складеної потужною товщею глинисто-піщаних відкладень і щільних корінних порід сармату і акчагилу, утворило вузьку і глибоку долину, що переходила місцями в каньйони. Річка, сильно петляючи, скидала тут свої води з семиметрового водоспаду.
Остання ділянка, де Узбой проходить через корінні породи, розташована між урочищами Тоголек і Декча. Тут річище круто падає і трохи нижче перетинає великі Аджикуїнські пороги. Нижче річище Узбою повністю закладено в пухких, глинисто-піщаних відкладах Каракумської свити.
Ділянка долини від урочища Куртиш-Баба до солончаку Кель-кор вважається середнім перебігом Узбою. Тут розташовані прісні і солоні озера. Під солоними озерами долина сильно поглиблена і діє як дренаж, збираючи ґрунтові води з прилеглої території. Прісні ж озера Ясхан, Тоголок і Топіатан підтримується прісними водами, що скупчуються в лінзах під барханних пісками, які поповнює стік з гір Великого Балхана і Західного Копетдага. Приплив прісних ґрунтових вод буває настільки значним, що, попри випаровування (порядку 2000 мм/рік), озерною водою користується місцеве населення, а також поповнюється водогін Ясхан-Балханабад. На берегах озер розташовані тугаї у складі: Pópulus pruinósa, Elaeagnus ovata,  Lycium ruthenicum. У водах Ясхан мешкає ендемічний вид карликового ляща, а в Топіатані — узбойська плотва і водяна черепаха.
Нижче Ясхан характер долини Узбою поступово змінюється. Перетинаючи з північного сходу Балханський коридор, його русло врізається у великі піщані комплекси та солончаки, в підсумку повністю зливаючись з останніми. Особливий інтерес представляє солончак Кель-Кор, що лежить приблизно на рівні Каспійського моря і був у недалекому минулому його затокою. Коли рівень Каспію став падати, тут утворилася велика лагуна, в яку зі сходу впадав Узбой, а з лагуни в бік Балханської затоки Каспійського моря простягнулася гирлова ділянка Актам.
Довжина Узбою близько 550 км, а русла зі всіма закрутами — 775 км. Висота менше 50 м (у західній частині Узбой лежить нижче за рівень океану). Від Сарикамиської западини до Каспійського моря русло знижується на 75 м. Узбой має типові межі русла колишньої річкової протоки, по якій ще в старовину періодично відбувався частковий стік вод Амудар'ї, живлячих Сарикамиське озеро, до Каспія. Плеса висохлої протоки зайняті солончаками і солоними озерами, а інколи і прісними водоймищами (за рахунок підземного живлення). У руслі є уступи — залишки колишніх порогів; уздовж русла протягуються характерні для річкової долини тераси (до 4). По Узбою поширені саксаулові чагарники, поблизу озер зростають тамарикс, очерет. На Узбої, у районі озера Ясхан, виявлений великий басейн прісної підземної води, звідки споруджений водовід у Небіт-Даг. У руслі Узбою є поклади різних солей.

## Історія
Ймовірно, що стік по Узбою переривався і поновлювався не раз. За водністю річка значно поступалася стародавньої Амудар'ї, а оскільки Сарикамиш був грандіозним відстійником, то Узбой не мав паводків і ніс освітлену воду.
Чергування у висохлому Узбою системи озер і чисто руслових ділянок пояснюється динамікою стоку: води, переливаючись з Сарикамиського озера, заповнювали в першу чергу знижені ділянки місцевості, утворюючи озеро або систему озер, після заповнення яких відбувався прорив останніх у чергову западину. Так озероподібні розширення чергувалися з відносно вузькими долинами. З цієї ж причини Узбой не міг сформувати єдиної для всієї долини тераси, і для кожного її комплексу характерна своя власна.
Античні (Геродот) і середньовічні автори (ал-Мукаддасі, Хамдаллах Казвіні, Хафізі Абру, Абулгазі) вважали Узбой протокою Амудар'ї, що впадала в Каспійське море. У 19 — початку 20 століття походженням і часом функціонуванням Узбоя займалися багато географів і геологів, а також історик В. В. Бартольд; за радянських часів — А. С. Кесь, С. П. Толстов тощо. У 1947, 1950–1954, 1956 Узбой був вивчений археологічно. Встановлено, що в 4-му — 1-ій половини 1-го тис. до Р. Х. по Узбою йшов стік з озера Сарикамиш в Каспійське море. На його берегах знайдені численні неолітичні стоянки, кераміка епохи бронзи, а також стоянки 7 — 5 століття до Р. Х. В середині 1-го тис. до Р. Х. постійний стік по Узбою припинився. Караван-сараї 10 — 13 століть виявлено на берегах Узбоя уздовж караванної стежки з Хорезма до Хорасану.

## Сучасна історія
За початковим проекту будівництва каналу Амудар'я — Красноводськ частина стоку вод Амудар'ї через Сарикамиську западину далі перекидалася по древньому руслу Узбою на південь, до Каспійського моря. При цьому в зоні цього Головного Туркменського каналу планувалося окропити і обводнити 1300 тис. га земель, організувати інтенсивне використання величезних пустельних пасовищ Південного Устюрта і Каракумів, стабільну і високопродуктивну кормову базу.
На початок ХХІ сторіччя замість початкового плану обводнення Каракумів по Узбою втілюється в життя використання Узбоя як колектора стічних вод. Передбачається зібрати всі дренажні води, починаючи зі східних оаз Амудар'ї до передгір'їв Західного Копетдага і Великого Балхана, а також з півдня і півночі Туркменістану, і по трьом великим колекторам (один перетне пустелю Каракуми з півдня на північ, другий зі сходу на захід по південній кромці Каракумів, третій збере дренажну воду низовий Амудар'ї) відвести їх в одну з найбільших солончакових западин на півночі республіки — Карашор, що дозволяє накопичити до 140 км³ води, що на багато разів більше, ніж зібрано у всіх штучних водоймах країни, включаючи оз. Сарикамиш. У неї буде відводитися так 10 км³ води на рік. На останньому етапі дренажні води заповнюватимуть Карашор по руслу Узбою з пропускною здатністю 450 м³/с утворюючи величезне Туркменське озеро (для порівняння: середньорічний стік Амудар'ї у міста Керкі становить 1900–1970 м³/с ..).